# Osânda
Osânda é um filme de drama romeno de 1976 dirigido e coescrito por Sergiu Nicolaescu. 
Foi selecionado como representante da Romênia à edição do Oscar 1977, organizada pela Academia de Artes e Ciências Cinematográficas.

## Elenco
- Amza Pellea - Manolache Preda
- Ernest Maftei - Sava Petrache
- Gheorghe Dinică - Ion
- Ioana Pavelescu - Ruxsandra
- Sergiu Nicolaescu - Procurorul Tudor Marin
- Emmerich Schäffer - Boierul Leon Paraianu
- Mihai Mereuta - Plutonierul Bobinca
- Aimee Iacobescu - Magda Paraianu